# Bror Mellberg
Bror Mellberg (Ambjörby, 9 novembre 1923 – Ambjörby, 8 settembre 2004) è stato un calciatore svedese, di ruolo attaccante.

## Carriera
Fece parte della Nazionale svedese, con la quale ha partecipato ai Mondiali del 1950 e a quelli del 1958.

## Palmarès

### Club

#### Competizioni nazionali
- Coppa di Svezia: 2

AIK: 1949, 1950

### Individuale
- Capocannoniere del campionato francese di seconda divisione: 1

1952-1953 (27 reti)